# Stichopathes euoplos
Stichopathes euoplos är en korallart som beskrevs av Schultze 1903. Stichopathes euoplos ingår i släktet Stichopathes och familjen Antipathidae. Inga underarter finns listade i Catalogue of Life.